# 上岡・ヒロミの花も嵐も
『上岡・ヒロミの花も嵐も』（かみおかひろみのはなもあらしも）は、1996年10月13日から1997年9月28日までフジテレビ系列で日曜日12時 - 13時25分に放送されていた情報トーク番組である。制作は渡辺プロダクション。前番組の司会にヒロミが加わった以外はほぼ同じ内容であった。司会の上岡は、この番組の最終回をもって前番組から続いたフジテレビ日曜正午枠の番組司会を退いた。

## 出演者
- 上岡龍太郎
- ヒロミ
- 木佐彩子（当時：フジテレビアナウンサー）
- 山中秀樹（同上）
- ネプチューン

他、ゲストコメンテーター

## スタッフ
- 企画：原田冬彦（フジテレビ）
- 構成：樋口卓治、堀田延、うどん熊奴、笹生八穂子、三上幸一、田子浩司
- ナレーター：奥田民義
- 技術協力：八峯テレビ、ユニテックリファインド（編集・MA）、MCJ
- 美術協力：フジアール
- 演出協力：ウイルスプロダクション
- 演出補：鈴木一成、富永勲
- デスク：中村有美
- ディレクター：西原信行、藤原克哉、小峰潔貴、中林肇、高木康行
- 制作進行：是枝卓児（ウイルスプロ）
- アシスタントプロデューサー：安部公代、富田好美（渡辺プロ）
- 演出：李闘士男（当時 ウイルスプロ）
- プロデューサー：渡辺万由美、柴田直哉、赤羽根敏男
- 制作協力：THE WORKS
- 企画制作：渡辺プロダクション

## 主題歌
- 「DANCE TONIGHT」FOOL
- 「教えてMr.Sky」藤崎詩織

| フジテレビ 日曜12時台                                | フジテレビ 日曜12時台                            | フジテレビ 日曜12時台                                |
| 前番組                                               | 番組名                                           | 次番組                                               |
| ---------------------------------------------------- | ------------------------------------------------ | ---------------------------------------------------- |
| 上岡龍太郎にはダマされないぞ!                        | 上岡・ヒロミの花も嵐も ※ここまで上岡龍太郎メイン | トロトロでいこう! ※ここから中山秀征メイン            |
| フジテレビ 日曜13:00 - 13:25枠                       |                                                  |                                                      |
| やっぱりさんま大先生 ※13:00 - 13:30 【25分繰り下げ】 | 上岡・ヒロミの花も嵐も                           | やっぱりさんま大先生 ※13:00 - 13:30 【25分繰り上げ】 |